# جنارو ایزو
جنارو ایزو (انگلیسی: Gennaro Iezzo؛ زادهٔ ۸ ژوئن ۱۹۷۳) بازیکن فوتبال اهل ایتالیا است.
از باشگاه‌هایی که در آن بازی کرده‌است می‌توان به باشگاه فوتبال هلاس ورونا، باشگاه فوتبال کیه‌وو ورونا، باشگاه فوتبال کاتانیا، باشگاه فوتبال کالیاری، باشگاه فوتبال یووه استابیا، باشگاه فوتبال آولینو، و باشگاه فوتبال ناپولی اشاره کرد.